# Zuerate
Zuerate (em francês: Zouérat) é uma cidade do interior da Mauritânia.